# لا توري (جزيرة)
جزيرة لا توري (بالإسبانية: Isla de la Torre) جزيرة إسبانية تقع في بحر كانتابريا، هي تابعة لمنطقة كانتابريا شمال إسبانيا.
تبلغ مساحة جزيرة لا توري 0,005 كم².